# Triscelophorus acuminatus
Triscelophorus acuminatus är en svampart som beskrevs av Nawawi 1975. Triscelophorus acuminatus ingår i släktet Triscelophorus, divisionen sporsäcksvampar och riket svampar.   Inga underarter finns listade i Catalogue of Life.